# Vini Zabù
El Vini Zabù (código UCI:THR) fue un equipo ciclista profesional italiano de categoría UCI ProTeam. Participó en las divisiones de ciclismo de ruta UCI ProSeries, y los Circuitos Continentales UCI, corriendo asimismo en aquellas carreras del circuito UCI WorldTour a las que era invitado.
Debido a los problemas económicos al no poder encontrar un nuevo patrocinador el equipo desapareció al término de la temporada 2021.

## Historia
En sus inicios, su principal patrocinador fue la empresa productora de acero de Ucrania, ISD, por lo que los primeros años gran parte de sus ciclistas fueron oriundos de dicho país.
Posteriormente, en 2011 la bodega italiana Farnese Vini tomó el patrocinio del equipo hasta la temporada 2013. Primero con el nombre Farnese Vini y luego con la marca Vini Fantini. Tras los escándalos de dopaje de Danilo Di Luca y Mauro Santambrogio, Farnese Vini abandonó al equipo para unirse al japonés Nippo-De Rosa. Para la temporada 2014, en principio el equipo fue registrado en la Unión Ciclista Internacional como Yellow Fluo (amarillo fluorescente), debido a que ese es el color característico de su maillot. Un acuerdo con Neri Sottoli (empresa que ya apoyaba al equipo y que había sido el copatrocinador en años anteriores), le dio el nuevo nombre al equipo pero solo esa temporada, ya que un nuevo escándalo de dopaje, esta vez de Matteo Rabottini llevó a que Neri Sottoli dejara de ser el patrocinador principal. Este último caso provocó también la salida del director general Luca Scinto.

### Origen ucraniano
Este equipo tiene su origen en el equipo ucraniano de categoría Continental ISD Sport Donetsk creado en 2007 que en 2010 pasó a debominarse ISD Continental. En 2009 se creó el nuevo equipo italiano ISD-Neri en una categoría superior, como Profesional Continental, heredando parte de la estructura del equipo ucraniano pero manteniendo los dos equipos, sirviendo así el equipo de menor categoría como filial para la formación de los ciclistas de su país.

### ISD: Visconti, doble ganador del Europe Tour

#### 2009: debut en el Giro y Europe Tour para Visconti
El primer maillot del equipo fue diseñado por el exciclista Mario Cipollini.
En su primera temporada, fue invitado por la organización al Giro de Italia. En la 18.ª etapa entraron en la escapada buena de la jornada dos ciclistas del equipo (Giovanni Visconti y Dmytro Grabovskyy); Cipollini, que iba en el coche de invitado, se opuso y después criticó con dureza ante la prensa un ataque de Grabovskyy, al entender que perjudicó las opciones de victoria de Visconti, el líder del equipo.
Visconti ganó el UCI Europe Tour 2008-2009 (disputado principalmente en 2009).

#### 2010: Visconti, de nuevo pero sin Giro
El equipo no fue invitado al Giro de Italia, lo que provocó la marcha de una de sus figuras, José Rujano. Sin embargo si fueron invitados al resto de carreras organizadas por RCS Sport (organizadores del Giro de Italia): Tirreno Adriatico, Milán San Remo y Giro de Lombardía. Pruebas donde no consiguieron puntuación.
Visconti ganó el UCI Europe Tour 2009-2010 (disputado principalmente en 2010).

### Farnese Vini
Para la temporada 2011 el equipo tuvo un intercambio de patrocinadores con el equipo UCI Protour Lampre-Farnese Vini, pasando ISD a patrocinar a Lampre con lo cual el equipo pasó a llamarse Farnese Vini-Neri Sottoli. Además cambió el país donde se registró, pasando al Reino Unido

#### 2011
Comenzó la temporada disputando el Tour de Langkawi en Malasia, carrera en la que Andrea Guardini ganó cinco de diez etapas, aunque en la clasificación general, el mejor ubicado fue Emanuele Sella siendo tercero. En mayo fue nuevamente invitado al Giro de Italia y Oscar Gatto venció en la 8.ª etapa, luego de sorprender al pelotón y fugarse en solitario a menos de 2 km a meta. En la 17.ª etapa Giovanni Visconti cruzó la línea de meta primero, pero fue descalificado y desplazado al tercer lugar por irregularidades en el esprint. El propio Visconti fue el mejor del equipo al final de esta edición del Giro, ubicándose en la 49.ª posición.
Triunfos de etapa en la Settimana Coppi e Bartali, la Semana Lombarda, así como el Gran Premio Industria y Commercio Artigianato, el Gran Premio dell'Insubria más el Campeonato de Italia en Ruta, fueron las victorias que llevaron a Giovanni Visconti a conquistar su tercer UCI Europe Tour consecutivo. Mientras que Guardini con 11 triunfos, fue uno de los ciclistas que más victorias obtuvo en la temporada.

## Corredor mejor clasificado en las Grandes Vueltas
| Año  | Giro de Italia          | Tour de Francia | Vuelta a España |
| ---- | ----------------------- | --------------- | --------------- |
| 2009 | 18.º Andri Hrivko       | -               | -               |
| 2010 | -                       | -               | -               |
| 2011 | 48.º Giovanni Visconti  | -               | -               |
| 2012 | 58.º Francesco Failli   | -               | -               |
| 2013 | 54.º Matteo Rabottini   | -               | -               |
| 2014 | 17.º Matteo Rabottini   | -               | -               |
| 2015 | 30.º Jonathan Monsalve  | -               | -               |
| 2016 | 57.º Matteo Busato      | -               | -               |
| 2017 | 52.º Cristián Rodríguez | -               | -               |
| 2018 | 86.º Alex Turrin        | -               | -               |
| 2019 | -                       | -               | -               |

## Material ciclista
El equipo utilizó desde 2010 bicicletas de competición del fabricante italiano MC (marca de Mario Cipollini) que sustituyó a Specialized. También utilizó bicicletas Wilier Triestina, aunque actualmente utilizan bicicletas de la marca KTM

## Sede
El equipo tuvo su sede en Pistoia (Viale Vittorio Veneto, 31). En 2010 cuando fue registrado en el Reino Unido fue cambiada a Londres (Winnington House, 2 Woodberry Grove North Finchley), para luego retornar a su anterior sede en Pistoia desde 2013.

## Clasificaciones UCI
A partir de 2005 la UCI instauró los Circuitos Continentales UCI, donde el equipo está desde que se creó en el 2009, registrado dentro del UCI Europe Tour. Estando en las clasificaciones del UCI Europe Tour Ranking, UCI America Tour Ranking, UCI Asia Tour Ranking así como en la global de los equipos Continentales Profesionales adheridos al pasaporte biológico creada en 2009 PCT Biological passport.
Las clasificaciones del equipo y de su ciclista más destacado son las siguientes (excepto en la PCT Biological passport que solo es clasificación de equipos):

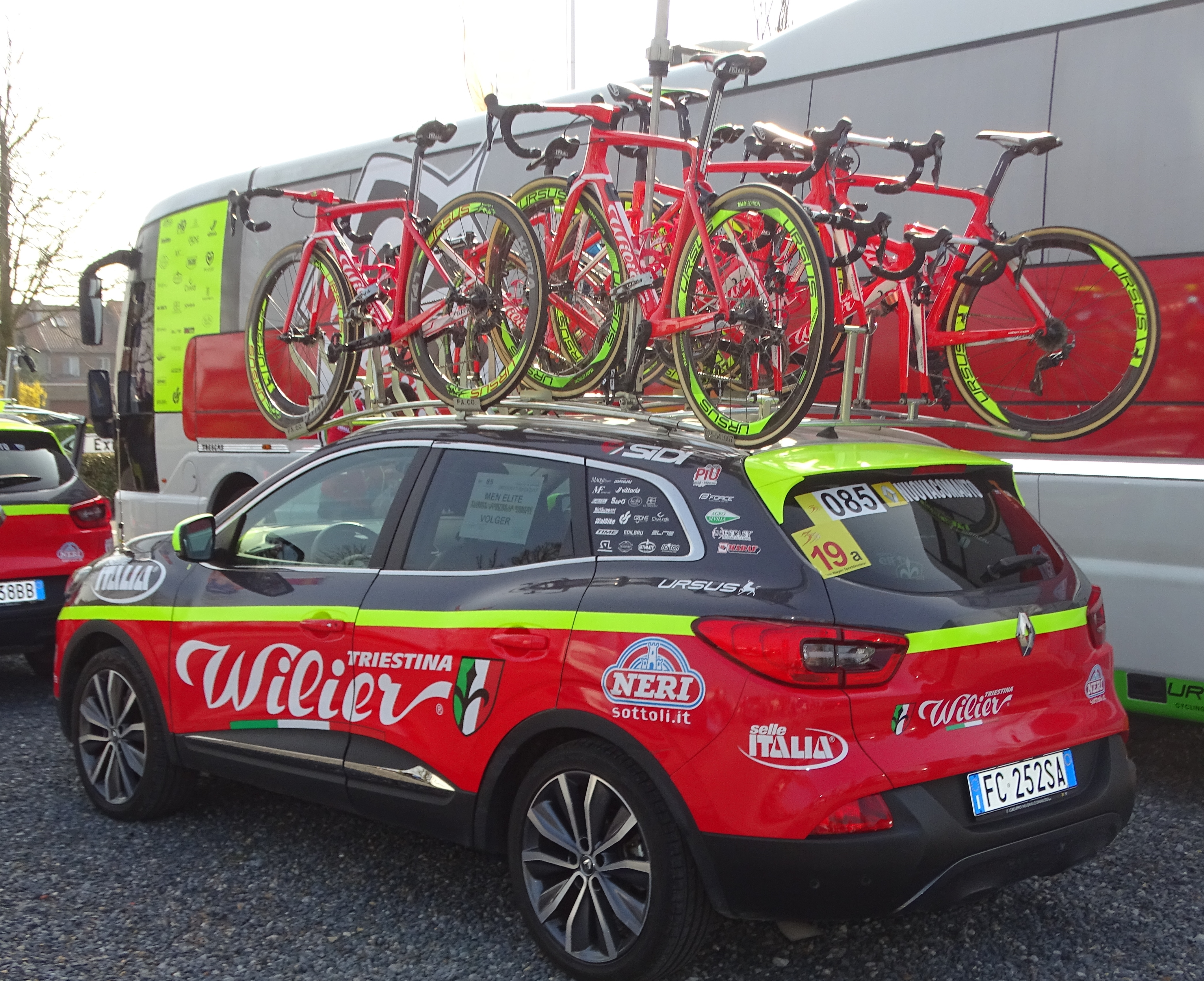
Vehículos del equipo

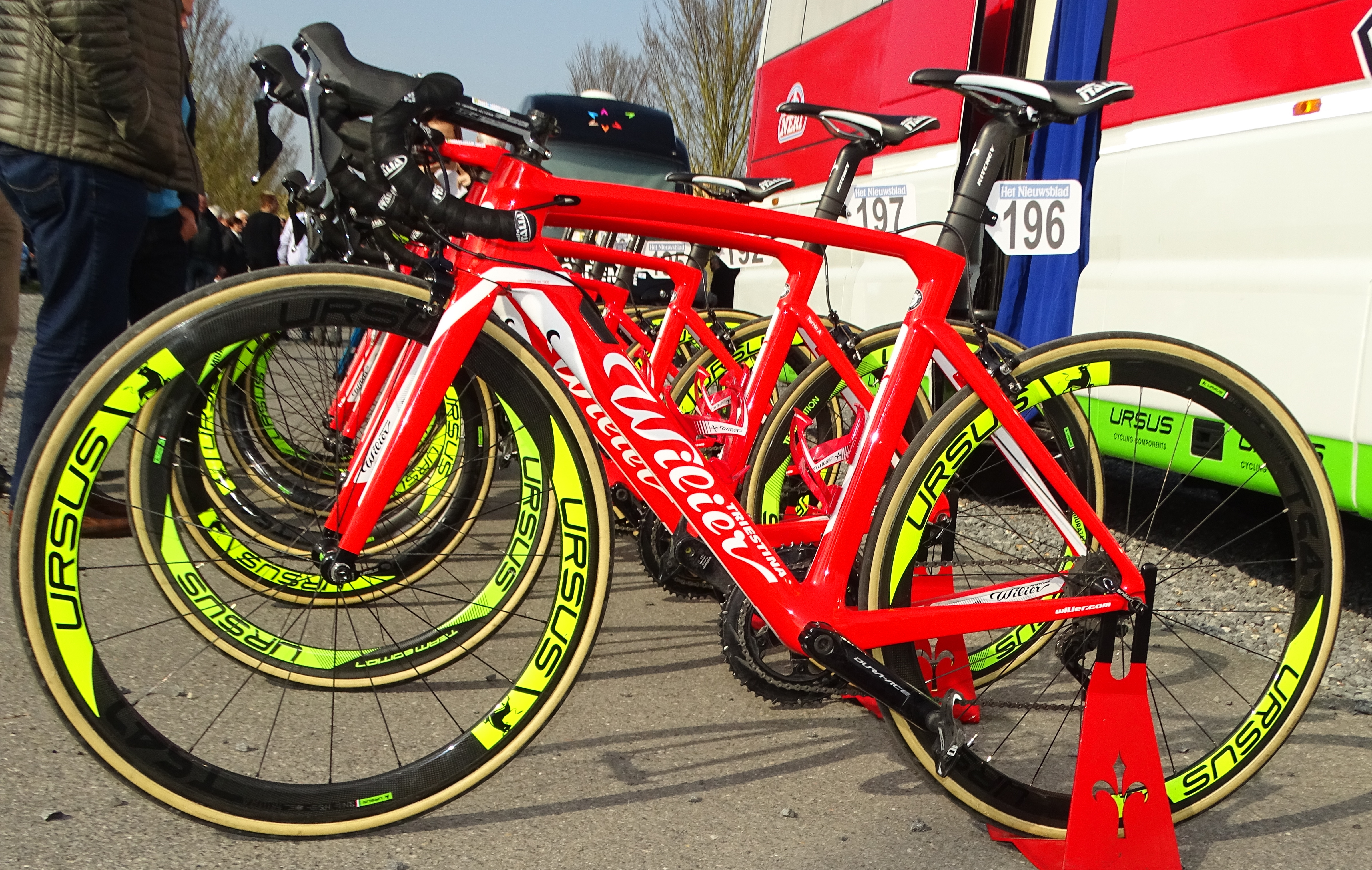
Bicicletas del Wilier Selle Italia

| Año                            | Clasificación por equipos | Mejor corredor en la clasificación individual | Posición |
| 2008-2009 (America Tour)       | 21.º                      | Andriy Grivko                                 | 102.º    |
| 2008-2009 (Asia Tour)          | 40.º                      | Denys Kostyuk                                 | 161.º    |
| 2008-2009 (Europe Tour)        | 5.º                       | Giovanni Visconti                             | 1.º      |
| 2009 (PCT Biological passport) | 4.º                       | -                                             | -        |
| 2009-2010 (America Tour)       | -                         | -                                             | -        |
| 2009-2010 (Asia Tour)          | 22.º                      | Pierpaolo De Negri                            | 108.º    |
| 2009-2010 (Europe Tour)        | 3.º                       | Giovanni Visconti                             | 1.º      |
| 2010-2011 (Asia Tour)          | 5.º                       | Andrea Guardini                               | 8.º      |
| 2010-2011 (Europe Tour)        | 6.º                       | Giovanni Visconti                             | 1.º      |
| 2011-2012 (Asia Tour)          | 10.º                      | Andrea Guardini                               | 3.º      |
| 2011-2012 (America Tour)       | 20.º                      | Rafael Andriato                               | 42.º     |
| 2011-2012 (Europe Tour)        | 14.º                      | Oscar Gatto                                   | 41.º     |
| 2012-2013 (America Tour)       | 13.º                      | Rafael Andriato                               | 122.º    |
| 2012-2013 (Asia Tour)          | 11.º                      | Francesco Chicchi                             | 15.º     |
| 2012-2013 (Europe Tour)        | 7.º                       | Francesco Chicchi                             | 25.º     |
| 2013-2014 (Europe Tour)        | 4.º                       | Mauro Finetto                                 | 5.º      |
| 2015 (Europe Tour)             | 9.º                       | Manuel Belletti                               | 13.º     |
| 2015 (America Tour)            | 23.º                      | Jakub Mareczko                                | 65.º     |
| 2015 (Asia Tour)               | 5.º                       | Jakub Mareczko                                | 2.º      |
| 2016 (America Tour)            | 27.º                      | Yonder Godoy                                  | 201.º    |
| 2016 (Asia Tour)               | 16.º                      | Jakub Mareczko                                | 18.º     |
| 2016 (Europe Tour)             | 13.º                      | Filippo Pozzato                               | 38.º     |
| 2017 (America Tour)            | 49.º                      | Julen Amezqueta                               | 395.º    |
| 2017 (Asia Tour)               | 2.º                       | Jakub Mareczko                                | 3.º      |
| 2017 (Europe Tour)             | 33.º                      | Manuel Belletti                               | 162.º    |
| 2018 (Africa Tour)             | 11.º                      | Ilia Koshevoy                                 | 45.º     |
| 2018 (Asia Tour)               | 5.º                       | Jacopo Mosca                                  | 11.º     |
| 2018 (Europe Tour)             | 45.º                      | Simone Velasco                                | 345.º    |
| 2019 (Europe Tour)             | 10.º                      | Giovanni Visconti                             | 63.º     |
| 2020 (Europe Tour)             | 10.º                      | Lorenzo Rota                                  | 126.º    |

Tras discrepancias entre la UCI y los organizadores de las Grandes Vueltas, en 2009 se tuvo que refundar el UCI ProTour en una nueva estructura llamada UCI World Ranking, formada por carreras del UCI World Calendar; y a partir del año 2011 uniéndose en la denominación común del UCI WorldTour. El equipo siguió siendo de categoría Profesional Continental pero tuvo derecho a entrar en ese ranking los dos primeros años por adherirse al pasaporte biológico.
| Año  | Clasificación por equipos | Mejor corredor en la clasificación individual | Posición |
| 2009 | 34.º (último)             | Igor Abakoumov                                | 246.º    |

## Palmarés
Para años anteriores, véase Palmarés del Vini Zabù

### Palmarés 2021

#### UCI WorldTour
| Fechas | Carreras | Ganador |

#### UCI ProSeries
| Fechas | Carreras | Ganador |

#### Circuitos Continentales UCI
| Fechas      | Circuito             | Carreras                                    | Ganador        |
| 3 de marzo  | UCI Europe Tour 2021 | Trofej Umag-Umag Trophy                     | Jakub Mareczko |
| 23 de marzo | UCI Europe Tour 2021 | 1.ª A etapa de la Settimana Coppi e Bartali | Jakub Mareczko |

#### Campeonatos nacionales
| Fechas | Carreras | Ganador |

## Plantilla
Para años anteriores, véase Plantillas del Vini Zabù

### Plantilla 2021
| Nombre                  | Nacimiento | Nacionalidad | Equipo 2020                  |
| Andrea Bartolozzi       | 03/05/1999 | Italia       | Vini Zabù-KTM                |
| Liam Bertazzo           | 17/02/1992 | Italia       | Vini Zabù-KTM                |
| Mattia Bevilacqua       | 17/06/1998 | Italia       | Vini Zabù-KTM                |
| Simone Bevilacqua       | 22/02/1997 | Italia       | Vini Zabù-KTM                |
| Matteo De Bonis         | 26/09/1995 | Italia       | Vini Zabù-KTM                |
| Andrea Di Renzo         | 24/01/1995 | Italia       | Vini Zabù-KTM                |
| Marco Frapporti         | 30/03/1985 | Italia       | Vini Zabù-KTM                |
| Roberto Carlos González | 21/05/1994 | Panamá       | Vini Zabù-KTM                |
| Kamil Gradek            | 17/09/1990 | Polonia      | CCC Team                     |
| Alessandro Iacchi       | 26/05/1999 | Italia       | Vini Zabù-KTM                |
| Jakub Mareczko          | 30/04/1994 | Italia       | CCC Team                     |
| Davide Orrico           | 17/02/1990 | Italia       | Team Vorarlberg-Santic       |
| Daniel Pearson          | 26/02/1994 | Reino Unido  | Canyon dhb p/b Soreen        |
| Jan Petelin             | 02/07/1996 | Luxemburgo   | Vini Zabù-KTM                |
| Joab Schneiter          | 06/08/1998 | Suiza        | Swiss Racing Academy         |
| Riccardo Stacchiotti    | 08/11/1991 | Italia       | Vini Zabù-KTM                |
| Veljko Stojnić          | 04/02/1999 | Serbia       | Vini Zabù-KTM                |
| Leonardo Tortomasi      | 21/01/1994 | Italia       | Vini Zabù-KTM                |
| Wout van Elzakker       | 14/11/1998 | Países Bajos | Team Differdange-GeBa (2019) |
| Etienne van Empel       | 14/04/1994 | Países Bajos | Vini Zabù-KTM                |
| Edoardo Zardini         | 02/11/1989 | Italia       | Vini Zabù-KTM                |

1. ↑  Hasta el 31 de marzo.

Stagiaires

Desde el 1 de agosto, los siguientes corredores pasaron a formar parte del equipo como stagiaires (aprendices a prueba).
| Corredor       | Nacimiento | Nacionalidad | Equipo 2021                        |
| -------------- | ---------- | ------------ | ---------------------------------- |
| Gregorio Ferri | 08/06/1997 | Italia       |                                    |
| Giulio Masotto | 14/05/1999 | Italia       | Zalf Euromobil Fior                |
| Ricardo Tosin  | 21/01/1998 | Italia       | General Store-F.lli Curia-Essegibi |